# Vimligt bra
Vimligt bra är en finlandssvensk julkalender i Yle från 2015 i regi och manus av Monica Vikström-Jokela som är en spin-off från tv-serien Hittehatt från 2015.

## Handling
Vimmel från järnvägsstationens hittegodsbyrå har fått en egen show på perrongen. Där är det meningen att Strumpkören ska uppträda.

## Rollista
- Oskar Pöysti – Vimmel
- Isa Skeppar – Sockan

### Fotnoter
1. ↑  ”Årets BUU-julkalender: Se dockdrama och spänning på tv, bygg tågbana på webben”. svenska.yle.fi. https://svenska.yle.fi/a/7-991089. Läst 19 september 2022.